# Allium permixtum
Allium permixtum — вид рослин з родини амарилісових (Amaryllidaceae); ендемік Італії.

## Поширення
Ендемік Італії; вимер на Сицилії.